# 天津大学中心医院
天津大学中心医院，又称天津市第三中心医院，加挂南开大学临床医院，位于中华人民共和国天津市河东区津塘路83号，前身是始建于1957年的天津市河东医院，1987年增名为天津第二医学院附属河东医院。1992年，天津市河东医院更名为“天津市第三中心医院”，1993年被评为综合性三级甲等医院。目前，天津市第三中心医院隶属于天津市卫生健康委员会。
2024年12月4日，南开大学、天津大学与天津市卫生健康委举行签约仪式。天津市卫生健康委与天津大学共建天津市第三中心医院，明确将其作为天津大学直属附属医院，定名为天津大学中心医院。